# Coleophora pabulella
Coleophora pabulella é uma espécie de mariposa do gênero Coleophora pertencente à família Coleophoridae.